# Axiom
Axiom — свободная система компьютерной алгебры общего назначения. Она состоит из среды интерпретатора, компилятора и библиотеки, описывающей строго типизированную, математически правильную иерархию типов.

## История
Разработка системы начата в 1971 году группой исследователей IBM под руководством Ричарда Дженкса. Изначально система называлась Scratchpad. Проект развивался медленно и в основном рассматривался как исследовательская платформа для разработки новых идей в вычислительной математике.
В 1990-х годах система была продана компании Numerical Algorithms Group (NAG), получила название Axiom и стала коммерческим продуктом. Но по ряду причин система не получила коммерческого успеха и была отозвана с рынка в октябре 2001 года.
NAG решила сделать Axiom свободным программным обеспечением и открыла исходные коды под модифицированной лицензией BSD.
В 2007 году у Axiom появились два форка с открытым исходным кодом: OpenAxiom, который прекратил развиваться через несколько лет, и FriCAS, активно разрабатываемый. Основной проблемой, приведшей к форкам, является использование авторами Axiom методологии «литературного программирования», также известного, как «грамотное программирование».
Разработка системы практически прекратилась, последний коммит в Git-репозитории датируется 2022 годом.

## Философия проекта
Технология литературного программирования Кнута используется по всему исходному коду. Проект Axiom планирует использовать проверенные технологии (такие как Coq и ACL2) для доказательства корректности алгоритмов.

## Особенности
В Axiom все объекты имеют тип. Примерами типов являются математические структуры (такие как кольца, поля, многочлены), а также структуры данных из вычислительной техники (например, списки, деревья, хеш-таблицы).
Функция может получить тип в качестве аргумента, и её возвращаемое значение также может быть типом. Например, Fraction — функция, получающая IntegralDomain в качестве аргумента, и возвращающая поле отношений своего аргумента. В качестве другого примера кольцо {\displaystyle 4\times 4} матриц действительных чисел может быть построено как SquareMatrix(4, Fraction Integer). Конечно, если работать в этом домене, 1 интерпретируется как единичная матрица и A^-1 позволяет получить обратную матрицу A, если она существует.
Некоторые операции могут иметь одинаковые имена, и тогда типы аргументов и результата используются для определения того, какая операция применяется, подобно тому, как в ООП.
Язык расширений Axiom называется SPAD. Вся математическая база Axiom написана на этом языке. Интерпретатор принимает почти такой же язык.
SPAD в дальнейшем разрабатывался под именем A# и позже Aldor. Последний, кроме того, может быть использован как альтернативный язык расширений. Однако, следует учесть, что он распространяется под другой лицензией.

## Примеры

### 3j-символы
Вычисление 3j-символов и коэффициентов Клебша-Гордана.
```
j3Sum
 
(
j1
,
 
j2
,
 
j3
,
 
m1
,
 
m2
,
 
m3
)
 
=
=

  
maxz
 
:
=
 
reduce
 
(
min
,
 
[
j1+j2-j3
,
 
j1-m1
,
 
j2+m2
]
)

  
minz
 
:
=
 
max(0
,
 
max
 
(
 
-(
j3-j2+m1)
,
 
-(
j3-j1-m2)
 
))

  
minz
 
>
 
maxz
 
=
> 
0

  
maxz
 
<
 
0
    
=
>
 
0

  
sum
 
(
 
(
-1
)
^(
z+j1-j2-m3)
 
/
 
_

    
(
 
factorial(z)
 
*
 
factorial(j1+j2-j3-z)
 
*
 
factorial(j1-m1-z)
 
*
 
_

      
factorial(j2+m2-z)
 
*
 
factorial(j3-j2+m1+z)
 
*
 
factorial(j3-j1-m2+z)
 
)
,
 
_

    
z
=
minz
.
.
maxz)

j3
 
(
j1
,
 
j2
,
 
j3
,
 
m1
,
 
m2
,
 
m3
)
 
=
=

  
m1
 
+
 
m2
 
+
 
m3
 
~=
 
0
  
=>
 
0

  
abs(j1
 
-
 
j2)
 
>
 
j3
  
=
> 
0

  
j1
 
+
 
j2
 
<
 
j3
       
=
>
 
0

  
abs(m1)
 
>
 
j1
       
=
> 
0

  
abs(m2)
 
>
 
j2
       
=
> 
0

  
abs(m3)
 
>
 
j3
       
=
> 
0

  
not
 
integer?
 
(
j1+j2+j3
)
 
=
> 
0

  
sqrt
 
(
 
_

    
factorial(j1+j2-j3)
 
*
 
factorial(j1-j2+j3)
 
*
 
factorial(
-
j1+j2+j3)
 
/
 
_

                          
factorial(j1+j2+j3+1)
 
*
 
_

        
factorial(j1+m1)
 
*
 
factorial(j1-m1)
 
*
 
_

        
factorial(j2+m2)
 
*
 
factorial(j2-m2)
 
*
 
_

        
factorial(j3+m3)
 
*
 
factorial(j3-m3)

    
)
 
*
 
j3Sum
 
(
j1
,
 
j2
,
 
j3
,
 
m1
,
 
m2
,
 
m3)

clebschGordan
 
(
j1
,
 
j2
,
 
j
,
 
m1
,
 
m2
,
 
m
)
 
=
=

    
(
-1
)
^(
j1-j2+m)
 
*
 
sqrt(2*j+1)
 
*
 
j3(j1
,
 
j2
,
 
j
,
 
m1
,
 
m2
,
 
-
m)

```

### Общая теория относительности
«Аксиома» выводит символы Кристоффеля и тензоры Римана и Риччи
в решении Шварцшильда.
```
x
 
:
=
 
vector
 
[
'
t
,
 
'
r
,
 
'%
theta
,
 
'%
phi
];

dim
 
:
=
 
#x;

%
nu
 
:
=
 
operator
 
'%
nu
;

%
lambda
 
:
=
 
operator
 
'%
lambda
;

lg
 
:
=
 
matrix
 
[

    
[
exp(
%
nu
 
r)
,
       
0
,
         
0
,
    
0
],
 
_

    
[
       
0
,
  
-
 
exp(
%
lambda
 
r)
,
 
0
,
    
0
],
 
_

    
[
       
0
,
      
0
,
          
-
r^2
,
   
0
],
 
_

    
[
       
0
,
      
0
,
            
0
,
  
-
r^2*sin(
%
theta)
^
2
]
  
_

    
];

ug
 
:
=
 
inverse
 
lg
;

grSetup(metric
,
 
names
)
 
=
=

    
free
 
x

    
free
 
dim

    
free
 
lg

    
free
 
ug

    
x
   
:
=
 
names

    
dim
 
:
=
 
#x

    
lg
  
:
=
 
metric

    
ug
  
:
=
 
inverse
 
lg

sum(list
)
 
=
= 
reduce
 
(+
,
 
list)

Christoffel
 
(
k
,
l
,
i
)
 
=
=

 
(
1
/2)
 
*
 
sum
 
[
 
ug(i
,
m)
*(
D(lg(k
,
m)
,
 
x(l)
)
 
+
 
D(lg(m
,
l)
,
 
x(k)
)
 
-
 
D(lg(k
,
l)
,
 
x(m)
))

         
for
 
m
 
in
 
1.
.
dim
 
]

Riemann
 
(
k
,
l
,
m
,
i
)
 
=
=

 
D(Christoffel(k
,
m
,
i)
,
 
x(l)
)
 
-

  
D(Christoffel(k
,
l
,
i)
,
 
x(m)
)
 
+

   
sum
 
[
 

    
Christoffel(n
,
l
,
i)
*
Christoffel(k
,
m
,
n
)
 
-

     
Christoffel(n
,
m
,
i)
*
Christoffel(k
,
l
,
n
)

      
for
 
n
 
in
 
1.
.
dim
 
]

Ricci
 
(
i
,
k
)
 
=
= 
sum
 
[
 
Riemann(i
,
l
,
k
,
l)
 
for
 
l
 
in
 
1.
.
dim
 
]

scalarCurvature
 
()
 
==
 
sum
 
[
 
sum
 
[

                       
ug(i
,
k)
 
*
 
Ricci(i
,
k)

                        
for
 
i
 
in
 
1.
.
dim
 
]
  
for
 
k
 
in
 
1.
.
dim
 
]

lRiemann
 
(
i
,
i
,
l
,
m
)
 
=
= 
0

lRiemann
 
(
i
,
k
,
l
,
l
)
 
=
= 
0

lRiemann
 
(
i
,
k
,
l
,
m
 
|
 
i
 
>
 
k
)
 
=
= - 
lRiemann
 
(
k
,
i
,
l
,
m)

lRiemann
 
(
i
,
k
,
l
,
m
 
|
 
l
 
>
 
m
)
 
=
= - 
lRiemann
 
(
i
,
k
,
m
,
l)

lRiemann
 
(
i
,
k
,
l
,
m
)
 
=
= 
sum
 
[
 
lg(i
,
n
)
 
*
 
Riemann(k
,
l
,
m
,
n
)
 
for
 
n
 
in
 
1.
.
dim
 
]

showChristoffel
 
()
 
==

 
for
 
k
 
in
 
1.
.
dim
 
repeat

  
for
 
l
 
in
 
1.
.
k
 
repeat

   
for
 
i
 
in
 
1.
.
dim
 
repeat

    
if
 
Christoffel(k
,
l
,
i)
 
~=
 
0
 
then

        
k
 
>
 
l
 
=
> 
output
 
infix
 
('=
,
 
[
script(
'%
Gamma
,[[
k-1
,
l-1
],[
i-1
]]
)
,
 
_

                      
script(
'%
Gamma
,[[
l-1
,
k-1
],[
i-1
]]
)
,
 
_

                      
Christoffel(k
,
l
,
i)
::
OUTFORM
]
)

        
k
 
=
 
l
 
=>
 
output
 
infix
 
('=
,
 
_

                  
[
script(
'%
Gamma
,[[
k-1
,
l-1
],[
i-1
]]
)
,
 
_

                   
Christoffel(k
,
l
,
i)
::
OUTFORM
]
)

showRicci
 
()
 
==

 
for
 
i
 
in
 
1.
.
dim
 
repeat

   
for
 
k
 
in
 
1.
.
i
 
repeat

    
if
 
Ricci(i
,
k)
 
~=
 
0
 
then

        
i
 
=
 
k
 
=>
 
output
 
infix
 
('=
,
 
[
subscript(
'
R
,[
i-1
,
k-1
]
)
,
 
Ricci(i
,
k)
::
OUTFORM
]
)

        
i
 
>
 
k
 
=
> 
output
 
infix
 
('=
,
 
[
subscript(
'
R
,[
i-1
,
k-1
]
)
,
 
_

                                    
subscript(
'
R
,[
k-1
,
i-1
]
)
,
 
_

                                    
Ricci(i
,
k)
::
OUTFORM
]
)

showRiemann
 
()
 
==

 
for
 
k
 
in
 
1.
.
dim
 
repeat

  
for
 
l
 
in
 
1.
.
dim
 
repeat

   
for
 
m
 
in
 
1.
.
dim
 
repeat

    
for
 
i
 
in
 
1.
.
dim
 
repeat

     
if
 
Riemann(k
,
l
,
m
,
i)
 
~=
 
0
 
then

        
output
 
infix
 
('=
,
 
_

          
[
script(
'
R
,
 
[[
k-1
,
l-1
,
m-1
 
],
 
[
i-1
]]
)
,
 
Riemann(k
,
l
,
m
,
i)
::
OUTFORM
]
)

```

```
(
21
)
 
->
 
showChristoffel(
)

   
Compiling
 
function
 
sum
 
with
 
type
 
List
 
Expression
 
Integer
 
->
 

      
Expression
 
Integer
 

   
Compiling
 
function
 
Christoffel
 
with
 
type
 
(
PositiveInteger
,

      
PositiveInteger
,
PositiveInteger)
 
->
 
Expression
 
Integer
 

   
Compiling
 
function
 
showChristoffel
 
with
 
type
 
()
 
->
 
Void
 

                
%
nu(r)
   
,

              
%
e
      
%
nu
 
(
r)

         
1

   
%
Gamma
   
=
 
---------------

         
0
,
0
      
%
lambda(r)

               
2
%e

                            
,

                         
%
nu
 
(
r)

         
0
          
0

   
%
Gamma
   
=
 
%
Gamma
   
=
 
------
-

         
1
,
0
        
0
,
1
     
2

                     
,

              
%
lambda
 
(
r)

         
1

   
%
Gamma
   
=
 
-----------

         
1
,
1
       
2

         
2
          
2
    
1

   
%
Gamma
   
=
 
%
Gamma
   
=
 
-

         
2
,
1
        
1
,
2
  
r

         
1
            
r

   
%
Gamma
   
=
 
- ------------

         
2
,
2
      
%
lambda(r)

                
%
e

         
3
          
3
    
1

   
%
Gamma
   
=
 
%
Gamma
   
=
 
-

         
3
,
1
        
1
,
3
  
r

         
3
          
3
    
cos(
%
theta)

   
%
Gamma
   
=
 
%
Gamma
   
=
 
----------
-

         
3
,
2
        
2
,
3
  
sin(
%
theta)

                             
2

         
1
      
r
 
sin(
%
theta)

   
%
Gamma
   
=
 
- --------------

         
3
,
3
       
%
lambda(r)

                 
%
e

         
2

   
%
Gamma
   
=
 
- 
cos
(
%
theta)sin(
%
theta)

         
3
,
3

                                                                   
Type
:
 
Void

(
22
)
 
->
 
Ricci(3
,
3
)

   
Compiling
 
function
 
Riemann
 
with
 
type
 
(
PositiveInteger
,

      
PositiveInteger
,
PositiveInteger
,
PositiveInteger)
 
->
 
Expression
 

      
Integer
 

   
Compiling
 
function
 
Ricci
 
with
 
type
 
(
PositiveInteger
,
PositiveInteger)

       
->
 
Expression
 
Integer

               
,
              
,
         
%
lambda(r)

         
-
 
r%nu
 
(
r)
 
+
 
r%lambda
 
(
r)
 
+
 
2
%e
           
-
 
2

   
(
22
)
  
--------------------------------------------
-

                            
%
lambda(r)

                         
2
%e

                                                     
Type
:
 
Expression
 
Integer

```

### Галерея

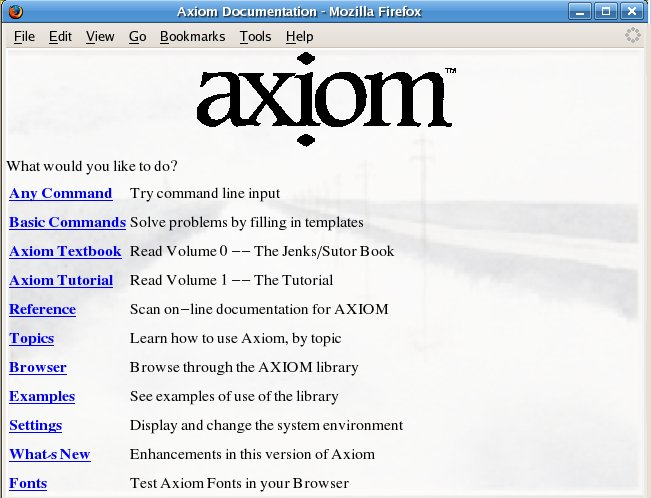
Интерфейс Axiom в браузере Mozilla Firefox
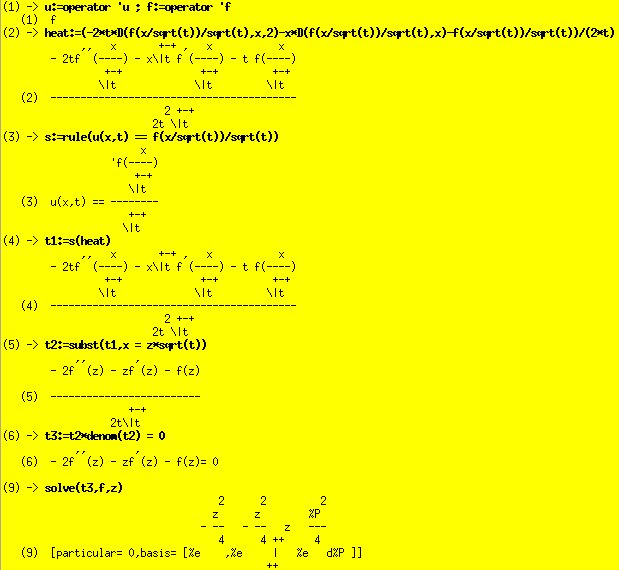
Axiom упрощает уравнение теплоты
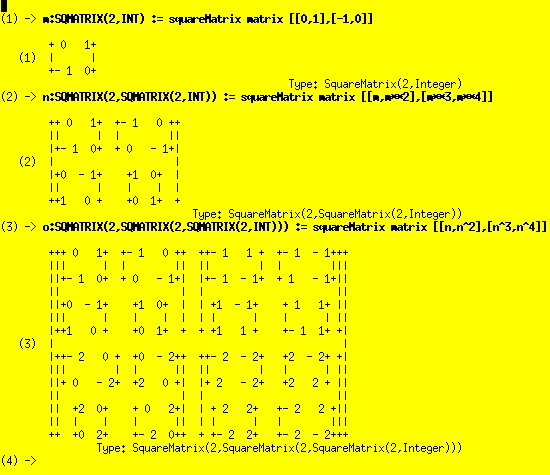
Работа с матрицами в Axiom

## Документация
Axiom — литературная программа. Исходный код доступен в наборе томов на сайте: axiom-developer.org.
Эти тома содержат актуальный исходный код системы.
На данный момент доступны следующие документы:
- Общее оглавление
- Volume 0: Axiom Jenks and Sutor — Основной учебник
- Volume 1: Axiom Tutorial — Простое введение
- Volume 2: Axiom Users Guide — Подробные примеры использования доменов (незавершённый)
- Volume 3: Axiom Programers Guide — Руководство в примерах для написания программ (незавершённый)
- Volume 4: Axiom Developers Guide — Короткие наброски на темы, специфичные для разработчиков (незавершённый)
- Volume 5: Axiom Intepreter — Исходый код интерпретатора Axiom (незавершённый)
- Volume 6: Axiom Command — Исходый код системных команд и скриптов (незавершённый)
- Volume 7: Axiom Hyperdoc — Исходный код и разъяснения браузера справки X11 Hyperdoc
  - Volume 7.1 Axiom Hyperdoc Pages — Исходный код страниц Hyperdoc
- Volume 8: Axiom Graphics — Исходый код подсистемы X11 Graphics
- Volume 9: Axiom Compiler — Исходый код компилятора Spad (незавершённый)
- Volume 10: Axiom Algebra Implementation — Наброски особенностей реализации (незавершённый)
  - Volume 10.1: Axiom Algebra Theory — Наброски, содержащие базовую теорию
  - Volume 10.2: Axiom Algebra Categories — Исходный код категорий Axiom
  - Volume 10.3: Axiom Algebra Domains — Исходый код доменов Axiom (незавершённый)
  - Volume 10.4: Axiom Algebra Packages — Исходый код Axiom packages (незавершённый)
- Volume 11: Axiom Browser — Исходные страницы внешнего интерфейса Axiom для браузера Firefox
- Volume 12: Axiom Crystal — Исходный код внешнего интерфейса Axiom Crystal (незавершённый)

### Видео
Важной целью проекта Axiom является предоставление документации. В ноябре 2008 года проект анонсировал первое из серии обучающих видео, которые также доступны на сайте: axiom-developer.org. Первое видео рассказывает о источниках информации о Axiom.